# Grégoire-Pierre XV. Agagianian
Grégoire-Pierre XV. Agagianian, armenski duhovnik, škof in kardinal, * 18. september 1895, † 16. maj 1971.
Med 1937 in 1962 je bil vodja Armenske katoliške cerkve.

## Življenjepis
23. decembra 1917 je prejel duhovniško posvečenje.
11. julija 1935 je bil imenovan za naslovnega škofa Comana Armeniae in 21. julija istega leta je prejel škofovsko posvečenje. 30. novembra 1937 je postal armenski patriarh Cilicie; potrjen je bil 13. decembra istega leta.
18. februarja 1946 je bil povzdignjen v kardinala in imenovan za kardinal-duhovnika San Bartolomeo all'Isola. 18. junija 1958 je postal proprefekt in 18. julija 1960 prefekt Kongregacije za propagando vere.
25. avgusta 1962 je odstopil s patriarhalnega položaja in 19. oktobra 1970 se je upokojil z mesta prefekta. 22. oktobra 1970 je bil imenovan za kardinal-škofa Albana.